# Grewia bojeri
Grewia bojeri là một loài thực vật có hoa trong họ Cẩm quỳ. Loài này được Mabb. mô tả khoa học đầu tiên năm 1999.